# Laura Ziskin
Laura Ziskin (3 maart 1950 – 12 juni 2011) was een Amerikaanse filmproducent. Ze is vooral bekend geworden door de door haar geproduceerde Spider-Man films. Ze produceerde ook de 74ste en de 79ste Academy Awards. Ziskin is afgestudeerd aan de University of Southern California.
In 2004 werd borstkanker bij Ziskin geconstateerd, op 12 juni 2011 overleed ze op 61-jarige leeftijd aan de gevolgen hiervan.